# Club Social y Deportivo Textil Mandiyú
|  | No s'ha de confondre amb Deportivo Mandiyú. |

El Club Social y Deportivo Textil Mandiyú, conegut com a Textil Mandiyú, fou un club de futbol argentí de la ciutat de Corrientes.

## Història
El 1995 el club Deportivo Mandiyú va desaparèixer. Huracán Corrientes ocupà la seva plaça. El 22 de desembre de 1998 es creà un nou club anomenat Deportivo Textil. Més tard afegiren la paraula Mandiyú al nom del club.
El 2016 es fusionà amb el club original Club Deportivo Mandiyú, que havia tornat a la vida.